# گویش سیستانی
گویش سیستانی یکی از گویش‌های زبان فارسی است که فارس‌های سیستانی با آن سخن می‌گویند. این گویش هم‌اکنون به گونه گسترده در پهنهٔ سیستان ایران، سیستان افغانستان، بخش‌هایی از (تاجیکستان، پاکستان ترکمنستان)، دشت گرگان و خراسان روایی دارد. این گویش خود به دو گویش جداگانه سیستانی پشت آبی و شیب آبی بخشبندی می‌شود که دگرگونی‌هایی در ساختار باهم دارند.
این گویش از یک سو بیشترین خویشاوندی واژگانی و دستوری را با گویش کنونی و گذشته خراسانی و فراتر از آن با گویشهای مرده ماوراءالنهری و فارسی تاجیکی کنونی دارد و از سوی دیگر واژه‌های مشترکی و همسان و انبازی هم با زبان بلوچی دارد که با نگرش به پیوندهای تاریخی و پیوستگی‌های جغرافیایی و کوچهای قومی و خویشاوندی طایفه‌ای، و تیره‌ای پدیده‌ای طبیعی می‌باشد.

## گویش سیستانی
گویش سیستانی یکی از گونه‌های زبان پارسی است که این زبان، خود، به گروه جنوبی-غربی زبان‌های ایرانی وابستگی دارد. این گویش که از گویش‌های خاوری زبان پارسی است دارای برخی ویژگی‌های بارز واجی (همچون کشش واجی وخوشه‌های دو همخوانی آغازی) و به ویژه ساخت واژی (همچون ساختار تصریفی فعل در زمان، های گذشتهٔ ساده گذشتهٔ نقلی، گذ شتة دور و …) و همچنین واژه‌هایی است که نه تنها دگرسانی آن را با زبان فارسی معیار یا پارسی ترادادی به روشنی نشان می‌دهند، بلکه ماهیت گویشی و نه لهجه‌ای این گونهٔ زبانی را که تاکنون نگه داشته است، آشکار می‌سازند. در این راستا، گویش سیستانی دارای دو گویش مهم شیب آبی و پشت آبی است که در گفتن برخی واژه‌ها به ویژه وندهای تصریفی فعل تفاوت‌های آوایی درخور نگرشی دارند. با بررسی‌های بیشتر می‌توان لهجه‌های دیگری را، از جمله آنچه لهجهٔ بارانی شناخته می‌شود، شناسایی کرد.

## سابقه تاریخی
فرهنگ نویسان، گویش سیستانی را یکی از چهار زبان متروک پارسی یاد کرده‌اند. ابوریحان بیرونی در الصیدنه، چند لغت از زبان قدیم سیستانی آورده است.
بسیاری از واژگان سیستانی از هزار سال پیش تاکنون تفاوت چندانی نکرده است. اگرچه اصل زبان که احیاناً همان سکزی است، پیش از این منقرض شده و تنها گویش آن باقی‌مانده است.
یک سرود دینی به گویش سیستانی باقی‌مانده است که به اواخر دوره ساسانی نسبت داده می‌شود. سرود آتشکده کرکویه یکی از زیباترین سرودهای مذهبی زرتشتیان سیستان بوده است که به هنگام روشن کردن آتشگاه‌ها، به آواز بلند خوانده می‌شده است.
| فُرخُتَه باذا، روش   |  | خنیده گرشسب، هوش  |
| همی پُراست، از جوش |  | انوش کُن می، انوش  |
| دوست بذ آگوش      |  | به آفرین نه، گوش  |
| همیشه نیکی، کوش   |  | که دی گذشت و، دوش |

## خاستگاه
زبان اوستایی یا سیستانی باستان زبان اوستایی را که زبان زند نیز می‌شناسند از زبان‌های ایران باستان شاخهٔ شرقی بوده و از درخت تناور زبان‌های هندواروپایی است مایکل ویتزل در کتاب‌خانه آریائیان این احتمال را مطرح می‌کند که این زبان در متون ایران شرقی و در سرزمین‌های باستانی سیستان، هرات، مرو و باختر مورد استفاده بوده است تنها اثر به جا مانده از آن اوستا است از مطالعهٔ اوستا برمی‌آید که دو گویش گوناگون از این زبان در اوستا به کار رفته است که یکی کهنه‌تر می‌نماید، نخستین لهجهٔ گاهانی است که سروده‌های شخص زرتشت به آن است، به علاوه یسن‌های ۳۵ تا ۴۱ (هفت هات) و نیز چهار دعا از یسن ۲۷ به این لهجه است لهجهٔ پسین‌تر لهجهٔ سایر قسمت‌های اوستای امروزی است. گرنوت ویندفر، ایرانشناس، این احتمال را مطرح می‌کند که زبان اوستایی توسط قبایل ساکن در مناطق شمال شرق ایران و زبان قدیم فارسی در منطقه جنوب غرب ایران استفاده می‌شده است. او معتقد است که این زبان، هم‌ریشه با سانسکریت و نزدیک به پارسی باستان است. هیئت بازنگری مسائل سیستان.
گویش سیستانی از گویش‌های وابسته به زبان‌های ایرانی غربی و از شاخه جنوبی آن است که به گروه زبان‌های ایرانی تعلق دارند.
دکتر محمد معین در مقدمه کتاب برهان قاطع، گویشهای سگزی و زاولی را زیرمجموعه زبان‌های ایرانی قید کرده است.

## نوشتار
گویش سیستانی هیچگاه یک زبان نوشتاری نبوده است، پس اثر مکتوبی که مستقلاً متعلق به گویش سیستانی باشد نیز وجود ندارد. در میان کتب ادبی به نوشتار سیستانی در صده اخیر نیز ناهماهنگی‌های بارزی در رسم‌الخط سیستانی به چشم می‌خورد. تلاش‌های اخیری که برای یکپارچه‌سازی رسم‌الخط سیستانی انجام شده است تاکنون با بی اقبالی مواجه شده است.
در این زمینه در حال حاضر کوشش‌های تازه‌ای صورت گرفته و چند جلد کتاب به گویش سیستان با خط فونتیک بین‌المللی ipa و ترجمه به فارسی نوشته شده که عبارتند از:
۱- ادبیات سیستان، بخش نثر، ادبیات داستانی، آسوکه، جلد نخست، غلامرضا عمرانی، نشر دریافت، ۱۳۹۲؛
۲- ادبیات سیستان، بخش نثر، ادبیات داستانی، آسوکه، جلد دوم، غلامرضا عمرانی، نشر دریافت، ۱۳۹۳؛
۳- ادبیات سیستان، بخش نثر، ادبیات داستانی، آسوکه، جلد سوم، غلامرضا عمرانی، نشر دریافت، ۱۳۹۴؛
۴- ادبیات سیستان، بخش نظم، شعر امروز، جلد نخست، (موسیقی) غلامرضا عمرانی، نشر دریافت، ۱۳۹۴.

## گونه‌های زبانی
چهار گونه فرعی می‌توان برای لهجه سیستانی متصور شد که شامل گونه‌های زرگری، ادبی (ملّایی)، سیّدی و عربی می‌شود.

### زرگری
در گونه زرگری، ساخت هجایی یک اصل زیربنایی بوده و گویش به هجاهای سازنده تقسیم می‌شود و پس از هر هجای اصلی، یک هجای تبعی با ساخت «ز+مصوت» ظاهر می‌شود. به عنوان مثال واژه پو (به معنی پا) به صورت پوزو تلفظ می‌شود.

### ادبی
گونه ادبی سیستانی مورد کاربرد در مواردی از قبیل تقلید ادا، مداحی، متن خوانی، شبیه خوانی (تعزیه)، زبان ملایی و سخن گفتن از سر تأمل می‌باشد. این‌گونه از چند زاویه با گونه معیار لهجه سیستانی در تفاوت می‌باشد، شامل: ساختمان تک واژ وجهی «می»، ساختمان تک واژ وجهی «ب»، جزء پیشین، ساختمان تک واژ نفی و نهی و تکیه فعل‌هایی که تک واژ «می» دارند.

### سیدی
در گونه سیدی، واج «س» به جای واج نخست قرار گرفته و در پایان عبارت «واج نخست حذف شده + اِدی» افزوده می‌شود؛ مثلاً کتاب به ستابکدی تبدیل می‌شود.

## چند مطلب دستوری
۱- اگر حرف ب در آخر واژگان چند حرفی فارسی پس از الف بیاید و ساکن باشد در گویش سیستانی تبدیل به واو می‌شود مانند:
- خواب = خو (xow)
- آفتاب = افتو (aftow)

۲- کلمات سه حرفی نیز که در آخر آن‌ها ن باشد، تبدیل به واو می‌شود مانند:
- نان = نو (no)
- جان = جو (jo)
- ران = رو (ro)

۳- نکته برجسته در گویش سیستانی آغاز ایستایی یا همان ابتدا به ساکن گفتن بسیاری از واژگان می‌باشد مانند:
ستاره = استاره
بخور = ابخار
برو = ابرو

## ضمایر
مفرد
- مه (me): من
- تو (to): تو
- او (o): او

جمع
- مأ (ma): مای غیر شامل مخاطب
- مشمأ (meshma): من و شما (مای شامل مخاطب جمع)
- مِنوتو (menoto): من و تو (مای شامل مخاطب فرد)
- شمأ (shma): شما
- اوشو (osho): ایشان

مفرد
- منه (mna): مرا
- تره (tra): تو را
- اونه ( ona): او را

جمع
- مأ ره (ma ra): ما را (غیر شامل مخاطب)
- مشمأ ره (meshma ra): ما را (مای شامل مخاطب جمع)
- مِنو تره (meno tra): ما را (مای شامل مخاطب فرد)
- شمأ ره (shma ra): شما را
- اوشنه ره ( oshnara): ایشان را

## صرف فعل در گویش سیستانی
ماضی ساده:
برفتو / برفتی / برفتک - بره / برفتئ / برفتئ / برفتئ
ماضی استمراری:
مئ رفتو / مئ رفتی / مئ رفتک / مئ رفتئ / مئ رفتئ / مئ رفتئ
ماضی بعید:
- صورت قدیمی تر: رفتدو / رفتدی / رفتده / رفتدهٔ / رفتدهٔ / رفتدهٔ
- صورت جدید تر: رفته بودو / رفته بودی / رفته بو (دک) / رفته بودئ/ رفته بودئ / رفته بودئ

ماضی نقلی:
رفتا / رفتئ / رفته / رفتهٔ / رفتهٔ / رفتهٔ
ماضی نقلی استمرای:
مرفتا / مرفتئ / مرفته / مرفتهٔ / مرفتهٔ / مرفتهٔ
ماضی نقلی بعید:
مرفتدا / مرفتدی / مرفتده / مرفتدهٔ / مرفتدهٔ / مرفتدهٔ
مضارع ساده:
برا / برئ / بریه / برهٔ / برهٔ / برهٔ
مضارع استمراری:
مئ را / مئ رئ / مئ ره / مئ رهٔ / مئ رهٔ / مئ رهٔ
مستقبل:
- صورت جدید تر: مو رفتنو / مو رفتنئ / مو رفتنه / مو رفتنه ئ / مو رفتنه ئ / مو رفتنه ئ
- صورت قدمی تر: کمه رفتنو / کمه رفتنئ / کمه رفتنه / کمه رفتنه ئ / کمه رفتنه ئ / کمه رفتنه ئ.

## واژه‌های سیستانی
- آئیکه Aika: لالائی
- ام باغ am bAq: هوو
- ام زلف am zolf: با جناق
- باربند bAr band: اصطبل
- بانجو bAnjo: بادمجان
- بچّوش bachchush: مارمولک
- بره bre: برادر
- براورکی brAvarki: مسابقه
- بندوک bandok: قتداق
- بی بی bi bi: مادر بزرگ
- بپور ba'pur: پدر بزرگ
- پائه pAa: رعد و برق
- پپّ papp: شُش
- پتّوک pottok: قورباغه
- پرتّ pratt: شکم
- پلپلاسی palpalAsi: پرستو
- پلغوت palqut: طوفان
- پوتّک puttak: نوزاد
- پورزال purzAl: پیرزن
- تجگی tajgi: سمنو
- تروشّ trushsh: ترش
- تندور tandur: تنور
- ججّ jajj: جوجه تیغی
- جغر jqar: جگر
- جلاف jlAf: خوش بر و رو
- جولّاکه jollAka: عنکبوت
- چپه تو chapa' tow: واژگون
- چتّ chatt: چک، تو گوشی
- چرمت chormet: بی‌دست و پا
- چغوک choqok: گنجشک
- چلپاسه chalpAsa: مارمولک
- چلپتکی chalpatki: زد و خورد
- چلّوک chollok: ریز ماهی
- چلمه چلو chalma chalow: فرفره
- چنگول chongol: انگشت
- چوچّه chuchcha: جوجه
- چوچّک chuchchak: نیشگون
- چوشّک chushshak: پستانک
- چز چز chez chez: چیستان
- خاسر khAsar: پدر زن، پدر شوهر
- خالو khAlu: دائی
- خراس khrAs: گفت و گو
- خذمت khezmat: خدمت
- خوزگار khozgAr: خواستگار
- خوش khosh: مادر زن، مادر شوهر
- خوش لوچّه khosh luchcha: خواهر زن
- خوله khowla: جلف، لوس
- داش dAsh: نانوائی
- دتّ datt: پخمه
- دجگ dajg: گره
- ده سوزک da' sozak: شاهی (سبزی)

ده ده da' da' :آبجی
- دوء dow: فحش
- دولاب dowlAb: دردسر
- رخص rakhs: رقصس
- رند rand: رد، اثر
- زند zend: زندگی
- زنی ze'ni: زانو
- سپست spest: یونجه
- سرچک sar chak: کف زدن (میمنت)
- سلّه sella: زنبیل
- سور sur: بور
- سولاخ sulAkh: سوراخ
- سیه تو sia tow: سیه چرده، سبزه
- سیکّور sikkor: خارپشت
- شیمو she'mo: پشیمان
- شوتک shutk: شوید
- غروتّ qrutt: کشک
- غزوم qa'zum: عقرب
- کُترو kotru: توله سگ
- کچول ka'chol: سفال
- کول kol: آغوش
- کلوک kolok: معشوقه
- کملک komalak: کاکلی (پرنده)
- کوتّ kutt: کر، نا شنوا
- کول kaval: هندوانه
- گوچه gocha: بچه
- گورّ gorr: حلق
- گنگر gangar: خرچنگ
- گوج gowj: زنبور
- گولّه golla: تیلّه
- له le: دفعه، بار
- له له la' la: داداش
- لش واره lash vAra: شلخته
- لکه تو laka' tow: آویزان
- لوکّ lokk: کلفت، ستبر
- لموسک lamosk: لُپ
- لولّک lullak: حشره
- مختو makhtow: مهتاب
- مخته mokhta: دلبسته
- مزغ mazq: مغز
- منگال mangAl: داس
- ناجگ nAjg: لخته خون
- نواسه nvAsa: نوه
- وجگ vajg: بقچه
- ورجیندوک varjindok: دل نازک

## شعری با گویش سیستانی
| زابل سلام، زابل تو کبه بودی ورمهِ سیستونی |  | قربون خاک و پلگِ تونو، چور و بستونی     |
| زابل تو یادگار رستم و یعقوب و فرخی       |  | زابل و آسمون ملکِ کیو، نور و چرخی       |
| زابل تو پیتوی و گرمی افتو و نیمروز       |  | از زرونِ آتش تو بوده، فرخی و سوز        |
| اتماً شرنگِ رخش رستم، از در بادِ تو         |  | فردوسی اشنیدَ و نویشتهَ، کتابَ و یاد تو   |
| آسوکه گوی پیر زمو دیده زابلی             |  | روفرقِ صد کتاب، سنت قدیم کاکلی          |
| زابل تو آتشی و گرمی آتشگه گبرکو          |  | زابل تو کنه‌ای و کنگی خاکِ زیر کو        |
| زابل تو تشنه‌ای بتر از پرهِ آسِ اَو          |  | زابل تو سیراوی و پریِ رودِ شیبِ اَو        |
| زابل افْ اشْ سال دورُ مِ از خیرِ زندگی        |  | پیغوم دِه از خوا، ورمِ که، رسم منه بندگی |
| آیا اَنوز کفترکو، گرمِ پور پور؟            |  | آیا اَنوز پتک سرگرمِ کور کورِ؟            |
| آیا انوز پتک و پچ دارِ چوپونو؟            |  | یا شیر دغ بر و گرماس مخوارِ چوپونو؟     |
| آیا انوز مرغووی گو مپرِ روی شر؟           |  | گودار ماس چکی مبرَ روی سر؟              |
| آیا انوز گورم، درِ بشِ دلبرِ؟               |  | آیا انوز مایه شو پر شیرو زر دره؟       |
| آیا مرامِ مردون تو قول مردی یه؟           |  | یا رسم وسنت پدرو رو وسردی یه؟          |
| آیا انوز پروندنِ گال استه رسمِ شو؟         |  | ممونونه دارِ دوست، که خدا نکنه خصم شو؟  |
| کوه خواجه روکِ سینه تو، یکْ چشْ کِ قربونی    |  | برنظر، پرزه تو حوض دار و ترقونی        |